# Onthophagus lucidus
Onthophagus lucidus är en skalbaggsart som beskrevs av Johann Karl Wilhelm Illiger 1800. Onthophagus lucidus ingår i släktet Onthophagus och familjen bladhorningar. Inga underarter finns listade i Catalogue of Life.